# Hemiphlebiidae
Hemiphlebiidae – rodzina ważek równoskrzydłych (Zygoptera). Obejmuje 1 gatunek współcześnie żyjący w południowo-wschodniej Australii (Hemiphlebia mirabilis) oraz dwa wymarłe: 
- Hemiphlebia Sélys, 1868
  - Hemiphlebia mirabilis
- †Electrohemiphlebia
  - †Electrohemiphlebia barucheli
- †Jordanhemiphlebia
  - †Jordanhemiphlebia electronica